# Ferenc Szojka
Ferenc Szojka est un footballeur hongrois né le 7 avril 1931 à Salgótarján et mort le 17 septembre 2011 à Salgótarján. Il évoluait au poste de milieu.

## Biographie
Il joue dans le club du Salgótarjáni BTC de 1950 à 1966.
International, il reçoit 28 sélections en équipe de Hongrie de 1954 à 1960. Il fait partie de l'équipe hongroise finaliste de la Coupe du monde 1954. Il participe également à la Coupe du monde 1958 avec la Hongrie.

## Carrière
- 1950-1966 :  Salgótarjáni BTC[2],[3]

## Palmarès
- Finaliste de la Coupe du monde en 1954